# 중샹시

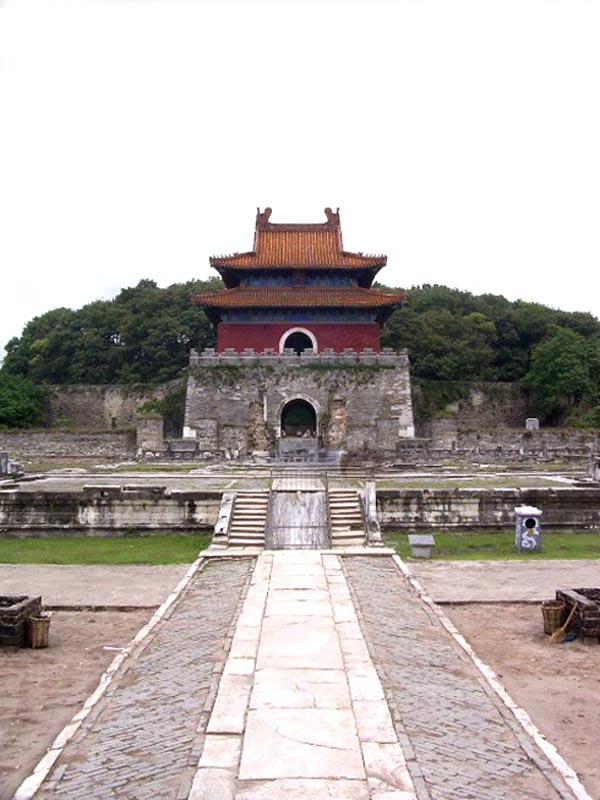

중샹시(한국어: 종상시, 번체자 중국어: 鍾祥市 간체자 중국어: 钟祥市, 병음: Zhōngxiáng Shì, Wade–Giles: Chung1-hsiang2)는 북위 30º42′－31º36′, 동경 112º07－113º00′에 위치하는 중화인민공화국 후베이성 중부의 징먼 시의 현급 행정 구역이다. 중국의 유명한 국가역사문화명성이다. 넓이는 4,488km2고, 인구는 2016년 기준으로 1,090,000명이다.

## 역사
중샹은 초 문화의 요람 중 하나이다. 춘추전국시대에 번갈아 가며 초나라의 수도가 되었다. 명나라 때 가정제는 이곳에서 태어났고 황위를 계승하기 전까지 이곳에서 살았다. 가정제의 아버지인 주우원과 그의 어머니가 현릉(显陵)에 묻혔고 2000년에 유네스코 세계유산으로 지정되었다.

## 지리
중샹은 후베이 성의 중앙이자 징한 평원의 북쪽의 한수이의 중류에 위치한다. 도시 구역의 해발고도는 66m이다. 싼샤 댐의 건설 후에 수많은 사람들이 가오양 지역에서 중샹 주변의 지역으로 이동했다.
중샹은 온난습윤기후로 연평균 기온은 16.1 °C이다. 7월은 가장 더운 달로 평균 기온은 27.7 °C이다. 최고기온기록은 1961년 6월 22일의 것으로 39.7 °C에 달했다. 1월은 가장 추운 달로 평균 기온은 3 °C이다. 최저기온기록은 1977년 1월 30일의 것으로 -15.3 °C에 달했다.
중샹은 연중 강수량이 풍부하며 연평균 강수량은 972.3mm이다. 7월과 8월에는 비와 더위가 번갈아 가며 발생한다. 눈은 일반적으로 12월과 1월에 내린다. 중샹은 풍부한 햇빛을 받고 연일조 시간은 1930.8~2114.3시간이다.
| Zhongxiang의 기후        | Zhongxiang의 기후 | Zhongxiang의 기후 | Zhongxiang의 기후 | Zhongxiang의 기후 | Zhongxiang의 기후 | Zhongxiang의 기후 | Zhongxiang의 기후 | Zhongxiang의 기후 | Zhongxiang의 기후 | Zhongxiang의 기후 | Zhongxiang의 기후 | Zhongxiang의 기후 | Zhongxiang의 기후 |
| 월                       | 1월               | 2월               | 3월               | 4월               | 5월               | 6월               | 7월               | 8월               | 9월               | 10월              | 11월              | 12월              | 연간              |
| ------------------------ | ----------------- | ----------------- | ----------------- | ----------------- | ----------------- | ----------------- | ----------------- | ----------------- | ----------------- | ----------------- | ----------------- | ----------------- | ----------------- |
| 역대 최고 기온 °C (°F)   | 21.1 (70.0)       | 24.1 (75.4)       | 27.8 (82.0)       | 32.8 (91.0)       | 35.6 (96.1)       | 38.4 (101.1)      | 38.6 (101.5)      | 38.0 (100.4)      | 38.0 (100.4)      | 33.4 (92.1)       | 28.9 (84.0)       | 21.6 (70.9)       | 38.6 (101.5)      |
| 일평균 최고 기온 °C (°F) | 7.7 (45.9)        | 10.0 (50.0)       | 14.2 (57.6)       | 21.2 (70.2)       | 26.3 (79.3)       | 29.4 (84.9)       | 31.8 (89.2)       | 31.7 (89.1)       | 27.4 (81.3)       | 22.1 (71.8)       | 15.9 (60.6)       | 10.1 (50.2)       | 20.7 (69.2)       |
| 일일 평균 기온 °C (°F)   | 3.5 (38.3)        | 5.6 (42.1)        | 9.7 (49.5)        | 16.4 (61.5)       | 21.4 (70.5)       | 25.2 (77.4)       | 27.7 (81.9)       | 27.1 (80.8)       | 22.6 (72.7)       | 17.2 (63.0)       | 11.2 (52.2)       | 5.8 (42.4)        | 16.1 (61.0)       |
| 일평균 최저 기온 °C (°F) | 0.3 (32.5)        | 2.2 (36.0)        | 6.1 (43.0)        | 12.6 (54.7)       | 17.6 (63.7)       | 21.6 (70.9)       | 24.5 (76.1)       | 23.9 (75.0)       | 19.1 (66.4)       | 13.7 (56.7)       | 7.7 (45.9)        | 2.4 (36.3)        | 12.6 (54.8)       |
| 역대 최저 기온 °C (°F)   | −15.3 (4.5)       | −7.4 (18.7)       | −1.8 (28.8)       | 0.0 (32.0)        | 8.4 (47.1)        | 12.7 (54.9)       | 17.9 (64.2)       | 16.1 (61.0)       | 11.0 (51.8)       | 2.9 (37.2)        | −2.6 (27.3)       | −8.4 (16.9)       | −15.3 (4.5)       |
| 평균 강수량 mm (인치)    | 23.6 (0.93)       | 32.3 (1.27)       | 56.1 (2.21)       | 80.9 (3.19)       | 122.8 (4.83)      | 137.3 (5.41)      | 169.8 (6.69)      | 123.5 (4.86)      | 88.8 (3.50)       | 74.0 (2.91)       | 45.0 (1.77)       | 18.2 (0.72)       | 972.3 (38.29)     |
| 평균 강수일수 (≥ 0.1 mm) | 6.7               | 7.8               | 11.4              | 11.4              | 11.6              | 11.9              | 11.5              | 10.4              | 9.8               | 9.9               | 7.6               | 6.3               | 116.3             |
| 출처: Weather China      |                   |                   |                   |                   |                   |                   |                   |                   |                   |                   |                   |                   |                   |

## 행정 구역
1개 가도, 15개 진, 1개 민족향을 관할한다.
시 정부 소재지는 郢中街道이다.
- 郢中街道, 49 km2, 170,991명
- 洋梓镇, 403 km2, 68,341명
- 长寿镇, 275 km2, 27,535명
- 丰乐镇), 162 km2, 68,700명
- 胡集镇, 393 km2, 129,891명
- 双河镇, 235 km2, 46,220명
- 磷矿镇, 219 km2, 47,092명
- 文集镇, 128 km2, 44,405명
- 冷水镇, 314 km2, 47.393명
- 石牌镇, 295 km2, 84,296명
- 旧口镇, 201 km2, 103,514명
- 柴湖镇, 225 km2, 95,663명
- 长滩镇, 153 km2, 20,338명
- 东桥镇, 256 km2, 24,085명
- 客店镇, 293 km2, 14,581명
- 张集镇, 289 km2, 22,805명
- 九里回族乡, 99 km2, 16,718명

## 장수 지역
2000년 제5차 인구자료에 의하면 중샹 시의 평균 수명은 75.88세로 중국 평균 수명보다 4.48세가 더 긴 장수 지역의 하나이다.

## 자매 도시
- 중화 인민 공화국 허난 성 난양 시 시촨 현
- 중화민국 핑둥 현 핑둥 시
- Romania, Galați County, Tecuci (Romanian pronunciation: [teˈkut͡ʃʲ])

## 같이 보기
钟祥市人民政府门户网站

## 참고 문헌
2017年统计用区划代码和城乡划分代码：钟祥市
中华人民共和国国家统计局. 2017]